# 达伦·麦克杜
达伦·韦恩·麦克杜 （英語：Darren Wayne McDew，1960年9月29日—），是美国空军上将，现为第12任美国运输司令部司令，曾任美国空军机动司令部司令，第18航空队司令等职，于2015年8月任现职。麦克杜上将是一名拥有超过3300飞行小时的特级飞行员，主要飞运输机。

## 履历表
| 序号 | 起始       | 终止       | 军衔 | 职务                                                                              | 服役地点                       |
| ---- | ---------- | ---------- | ---- | --------------------------------------------------------------------------------- | ------------------------------ |
| 1    | 1982年10月 | 1983年10月 |      | 本科生飞行训练                                                                    | 亚利桑那州，威廉姆斯空军基地   |
| 2    | 1984年3月  | 1989年6月  |      | 第42加油机中队，标准化与评估副驾驶、机长、教练飞行员、小队长                      | 缅因州，洛林空军基地           |
| 3    | 1989年7月  | 1992年6月  |      | 第93轰炸联队，战斗组训练学校考官、教练飞行员、联队副监察长帮办、联队行政参谋      | 加利福尼亚州，卡斯特空军基地   |
| 4    | 1992年7月  | 1994年4月  |      | 空军参谋长作战组成员；人事计划处，额定兵力计划员                                  | 华盛顿特区，美国空军总部       |
| 5    | 1994年4月  | 1996年6月  |      | 美国总统空军助理                                                                  | 华盛顿特区，白宫               |
| 6    | 1996年10月 | 1997年6月  |      | 第14空运中队，助理作战参谋                                                        | 南卡罗莱纳州，查尔斯顿空军基地 |
| 7    | 1997年6月  | 1999年6月  |      | 第14空运中队，中队长                                                              | 南卡罗莱纳州，查尔斯顿空军基地 |
| 8    | 1999年8月  | 2000年7月  |      | 太阳计算机系统，国防部长科研理事                                                  | 加利福尼亚州，帕罗奥图         |
| 9    | 2000年7月  | 2002年1月  |      | 第62作战大队大队长（期间2001年9月至12月作为第60远征大队大队长部署到西南亚）       | 华盛顿州，麦科德空军基地       |
| 10   | 2002年1月  | 2003年7月  |      | 第375空军联队，联队长，兼基地司令                                                 | 伊利诺伊州，斯科特空军基地     |
| 11   | 2003年7月  | 2005年1月  |      | 空军部长室，参议院立法联络处，处长                                                | 华盛顿特区，空军总部           |
| 12   | 2005年1月  | 2006年7月  |      | 第375空军联队联队长，兼基地司令（期间2006年1月至5月作为机动部队主任部署至西南亚） | 北卡罗来纳州，波普空军基地     |
| 13   | 2006年7月  | 2007年11月 |      | 第18航空队，副司令                                                                | 伊利诺伊州，斯科特空军基地     |
| 14   | 2007年11月 | 2009年2月  |      | 空军部长室，公众事务主任                                                          | 华盛顿特区，空军总部           |
| 15   | 2009年2月  | 2010年12月 |      | 联合参谋部战略计划暨政策副主任                                                    | 华盛顿特区，五角大楼           |
| 16   | 2010年12月 | 2012年8月  |      | 华盛顿特地区空军司令                                                              | 华盛顿特区，安德鲁斯空军基地   |
| 17   | 2012年8月  | 2014年5月  |      | 第18航空队司令                                                                    | 伊利诺伊州，斯科特空军基地     |
| 18   | 2014年5月  | 2015年8月  |      | 美国空军机动司令部司令                                                            | 伊利诺伊州，斯科特空军基地     |
| 19   | 2015年8月  | 至今       |      | 美国运输司令部司令                                                                | 伊利诺伊州，斯科特空军基地     |